# Biserica Învierea Domnului din Suceava

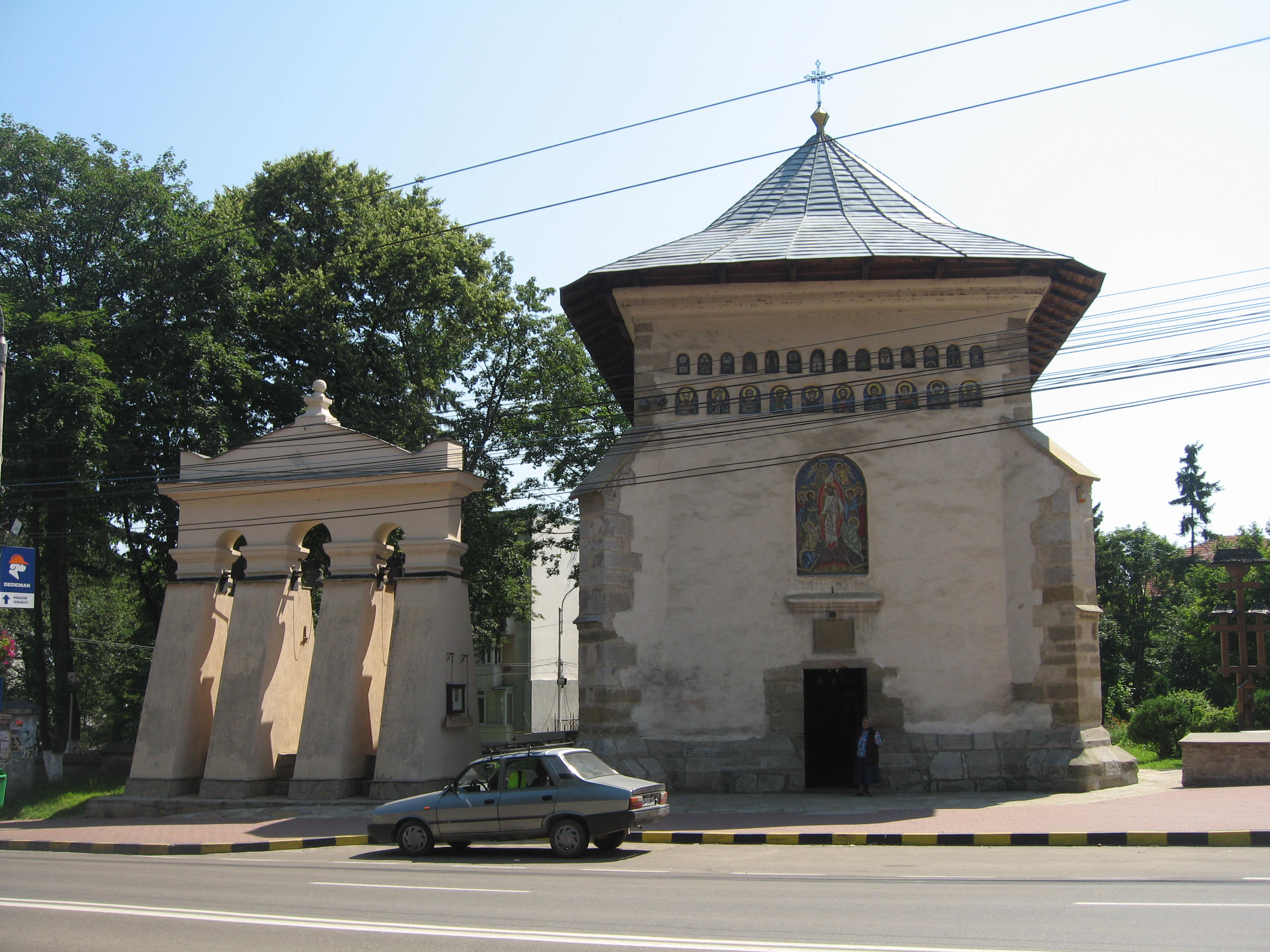
Biserica Învierea Domnului-Văscresenia din Suceava

Biserica „Învierea Domnului” din Suceava, cunoscută și sub denumirile de Biserica Văscresenia sau Biserica Elena Doamna, este o biserică ortodoxă construită în anul 1551 în municipiul Suceava. Ea se află situată în centrul orașului, pe Bulevardul Ana Ipătescu nr. 14.
Biserica „Învierea Domnului” din Suceava a fost inclusă pe Lista monumentelor istorice din județul Suceava din anul 2015, având codul de clasificare  SV-II-m-A-05472. 

## Istoric

### Ctitorirea
Cercetările arheologice efectuate la acest monument în anul 1983 au relevat existența a numeroase construcții fie din lemn, fie din cărămidă, care se succed fără întrerupere pe aceeași suprafață într-un interval de timp cuprins între a doua jumătate a secolului al XIV-lea și mijlocul secolului al XVI-lea.  Au existat două biserici succesive cu soclul de piatră de carieră, legată cu un mortar friabil și cu elevația din lemn. Ambele biserici de lemn au fost mistuite de un incendiu. Au fost găsite morminte ce datează din perioada cuprinsă între a doua jumătate a secolului al XIV-lea și începutul secolului al XV-lea. 
După arderea celor două edificii din lemn, la începutul secolului al XV-lea a fost construită o biserică din piatră, de formă dreptunghiulară și cu o absidă poligonală decroșată. Pe traseul exterior al acesteia a fost construită biserica actuală.
Biserica Învierea Domnului din Suceava a fost construită în anul 1551, fiind ctitorită de către Doamna Elena Rareș, soția voievodului Petru Rareș. Deasupra ușii de la intrare a fost așezată o pisanie în limba slavonă cu următorul cuprins: "Cu voia Tatălui și cu ajutorul Fiului și cu săvârșirea Sfântului Duh, acest lăcaș sfânt închinat Învierii Domnului a fost început și terminat de Elena, Doamna lui Petru Voievod, fiica țarului Ioan Despotul, pentru mântuirea sufletului Domnului ei Petru Voievod și pentru sine, în anul 7059 (=1551) luna ianuarie, 15 zile". 

### Folosirea ca biserică catolică
După anexarea Bucovinei de către Imperiul Habsburgic în anul 1775, Biserica "Învierea Domnului" a fost cedată în 1780 de către împăratul Iosif al II-lea comunității romano-catolice din Suceava ca urmare a cererii repetate a credincioșilor catolici de a li se pune la dispoziție o biserică în care să se poată ruga. Începând din anul 1782, biserica a fost amenajată pentru trebuințele cultului catolic. Astfel s-au efectuat următoarele modificări: 
- pe latura nordică a altarului a fost adăugată o sacristie - încăpere specială pentru păstrarea obiectelor de cult, caracteristică bisericilor catolice;
- în pronaos s-a construit un cafas larg sprijinit pe coloane pentru adăpostirea orgii;
- s-au lărgit și înălțat în mod considerabil ferestrele de la altar și cele de la naos, îndepărtându-se fostele cadre de piatră sculptată;
- s-a redus numărul celor patru ferestre din pronaos la câte una pe fiecare perete, celelalte două fiind acoperite cu tencuială;
- deasupra Sfintei Mese din altar s-a construit un baldachin pe patru coloane;
- portalul de la intrare cu linii gotice în arc frânt a fost înlocuit cu o ușă simplă, în cadre dreptunghiulare;
- a fost demolat peretele despărțitor dintre pronaos și naos.

Credincioșii romano-catolici și-au construit o biserică proprie în anii 1836-1837, Biserica Învierea Domnului trecând în folosința comunității greco-catolice rutene din orașul Suceava.  Cu toate modificările făcute bisericii, catolicii nu au dat jos pisania originară care atesta că acest lăcaș de cult a fost ortodox.

### Retrocedarea către cultul ortodox și transformarea în parohie

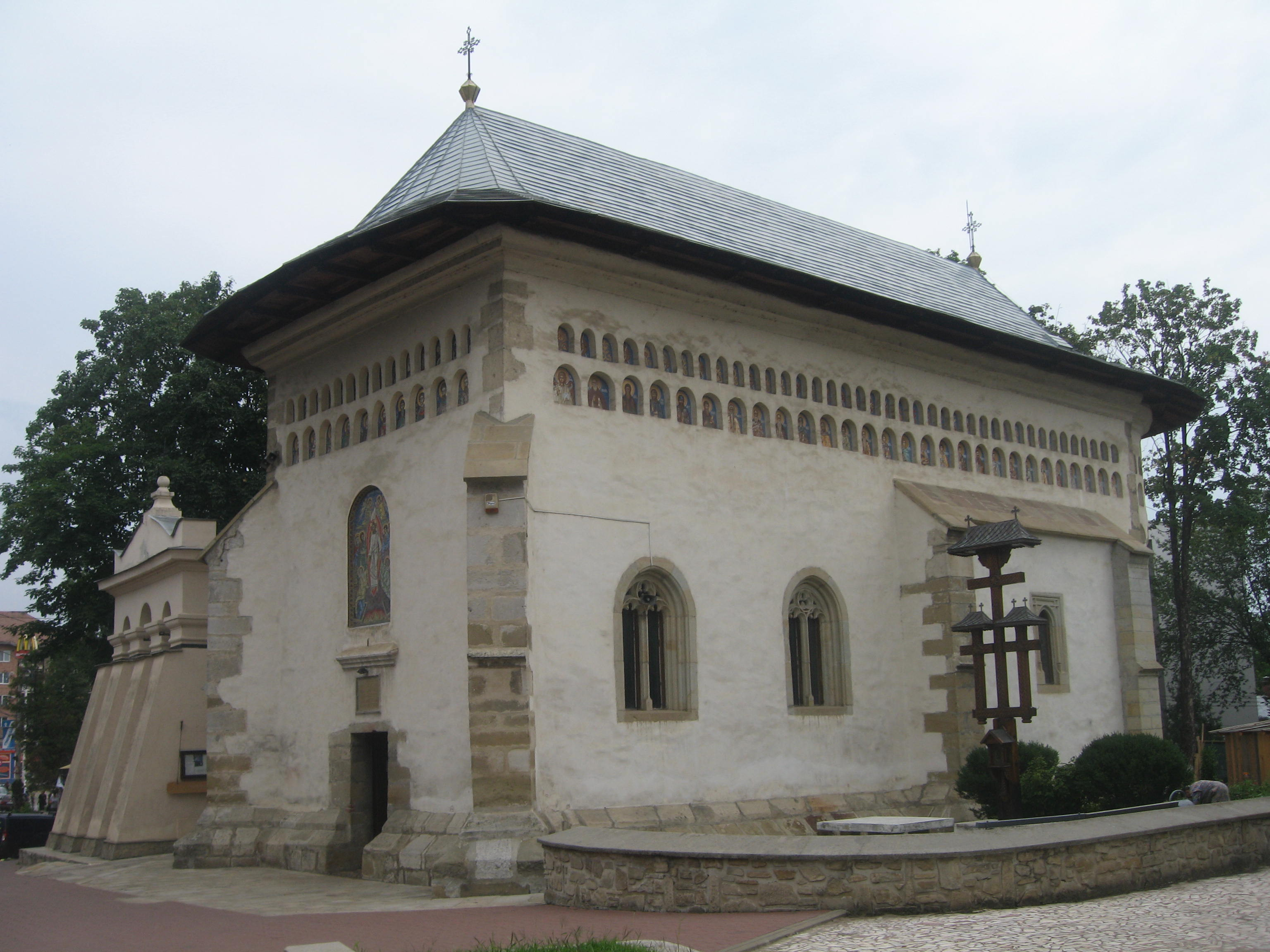
Biserica pe latura sud-vestică

În anul 1923 Consistoriul Arhiepiscopiei Cernăuților a solicitat Ministerului Cultelor și Artelor retrocedarea Bisericii Învierea Domnului din Suceava către cultul ortodox. A existat și o solicitare din partea preotului militar al Batalionului 12 Vânători de Munte care, la sfârșitul anului 1925 înainta un raport către Episcopul General de brigadă Dr. Ioan Stroia, Episcopul Armatei pantru ca acesta să intervină către ''locul în drept'' pentru ca acestă biserică să fie folosită la oficierea serviciilor religioase pentru militari, acțiune rămasă însă fără rezultat. Printr-o scrisoare din 19 mai 1936, în urma intervenției mitropolitului Bucovinei Visarion Puiu, Ministerul Cultelor a luat această biserică din folosința comunității greco-catolice rutene și a trecut-o în proprietatea Mitropoliei Bucovinei, neoferind ucrainenilor un fel de despăgubire. Episcopul greco-catolic Alexandru Rusu al Maramureșului, care-i păstorea și pe greco-catolicii ruteni, a protestat în Senatul României împotriva acestei măsuri, ceea ce a generat o discuție aprinsă, la care a luat parte și istoricul Nicolae Iorga. Greco-catolicii ruteni au introdus acțiune în contencios administrativ la Curtea de Apel din Cernăuți pentru anularea acestei hotărâri, dar aceasta a fost respinsă ca urmare a pledoariei prof. dr. Gheorghe Alexianu, consilier juridic al Fondului Bisericesc Ortodox Român al Bucovinei. Astfel, biserica a revenit cultului ortodox, pe seama căruia a fost construit inițial și de la care fusese luată cu forța de administrația austriacă.
Până la sfârșitul celui de-al doilea război mondial Biserica "Învierea Domnului" din Suceava a fost capelă a Garnizoanei Militare Suceava. Apoi a fost capelă a Facultății de Teologie Ortodoxă din Cernăuți-Suceava (1945-1948) și capelă pentru practica liturgică a Școlii de Cântăreți Bisericești (1948-1952), depinzând administrativ de Parohia "Sf. Dumitru", și în cele din urmă biserică misionară dependentă de Mitropolia din Iași (1951-1956). Începând din anul 1957 ea a devenit biserică parohială.
În 1957 au fost efectuate o serie de restaurări, cu această ocazie fiind demolată sacristia construită de catolici. Lucrările de restaurare și conservare din anii 1982-1989 au avut ca scop readucerea bisericii la forma inițială, fiind demolat un fronton în stil baroc amplasat pe acoperișul bisericii, deasupra intrării. Lipsită de pictură până atunci, biserica a fost pictată de prof. univ. Ion Grigore. S-au mai realizat o icoană în mozaic a hramului, amplasată deasupra ușii de la intrare (autor fiind pictorul Gheorghe Răducanu), vitralii (executate de pictorul bucovinean Dan Broscăuțeanu), un iconostas și un nou mobilier de stejar (confecționate de sculptorul Petru Ungureanu). Odată terminate lucrările de restaurare, biserica a fost resfințită la 8 octombrie 1989 de către episcopul Pimen Zainea, pe atunci episcop-vicar al Arhiepiscopiei Iașilor.
După Revoluția din decembrie 1989 au fost amplasate în curtea bisericii o capelă lumânărar și o troiță din lemn de stejar sculptat în cinstea eroilor martiri, în fața căreia se oficiază slujbe de pomenire la 22 decembrie a fiecărui an. În anul 2000 s-a restaurat clopotnița de tip zvoniță și în vara aceluiași an au fost aduse aici din insula Creta părticele din moaștele a 99 sfinți cuvioși, care se păstrează în pronaosul bisericii. În cursul anului 2002 s-au început lucrările de pictare a tuturor ocnițelor de la exteriorul bisericii de către prof. univ. Ion Grigore.

## Arhitectura
Deși a suferit de-a lungul timpului mai multe modificări, Biserica "Învierea Domnului" a păstrat totuși planul inițial intact, încadrându-se tipului de biserică de târg (copiind aproape exact planul bisericii lui Ștefan cel Mare de la Piatra Neamț). 
Biserica este construită din piatră brută, cioplită la soclu, colțuri și contraforturi. Pe lângă aceasta, în anumite locuri s-a folosit și cărămidă (la picioarele arcadelor, la firidele alungite și la ocnițe). Biserica are dimensiuni relativ reduse: 21,40 m lungime și 5,80 m lățime - în interior, 24,40 m lungime și 8,50 m lățime - în exterior și o înălțime de 16 metri.
În dreptul naosului, absidele laterale au fost înlocuite prin rezalite vizibile la exterior (îngroșare a zidurilor), sprijinite de contraforturi  cu copertine cu profile obișnuite. Pe absida altarului se află nouă firide alungite, iar sub fereastra altarului, în ax, se află un picior de contrafort.
Biserica este înconjurată sub acoperiș de un brâu din două rânduri de ocnițe, revenind câte trei ocnițe mici la două ocnițe mari. Intrarea în biserică se face printr-o singură ușă situată în partea de apus încadrată într-un chenar de factură gotică.
Biserica nu are pridvor. Pronaosul este împărțit printr-un arc dublu cu pilaștri și console mai pronunțate. Are două ferestre în stil gotic pe peretele nordică și pe cel sudic, în partea dinspre naos. Naosul este acoperit cu o calotă sferică și nu pare să fi avut niciodată o turlă de zid.
În curtea bisericii se află o clopotniță de tip zvoniță, formată dintr-un perete din patru stâlpi de zid între care atârnă trei clopote mici. Clopotnițele de tip zvoniță apar destul de rar în arhitectura românească, fiind întâlnite numai la bisericile din nordul Moldovei: Biserica Sfânta Treime din Siret, Biserica Adormirea Maicii Domnului din Ițcani (Suceava), Biserica Sfântul Procopie din Bădeuți (Milișăuți), Biserica Sfântul Dumitru din Zaharești și Biserica Învierea Domnului din Suceava. 
Biserica a fost înzestrată cu numeroase odoare bisericești, dintre care mai există doar o Evanghelie în limba slavonă tipărită la Liov în 1644 și păstrată la Biserica "Sf. Dumitru" din Suceava.

## Imagini

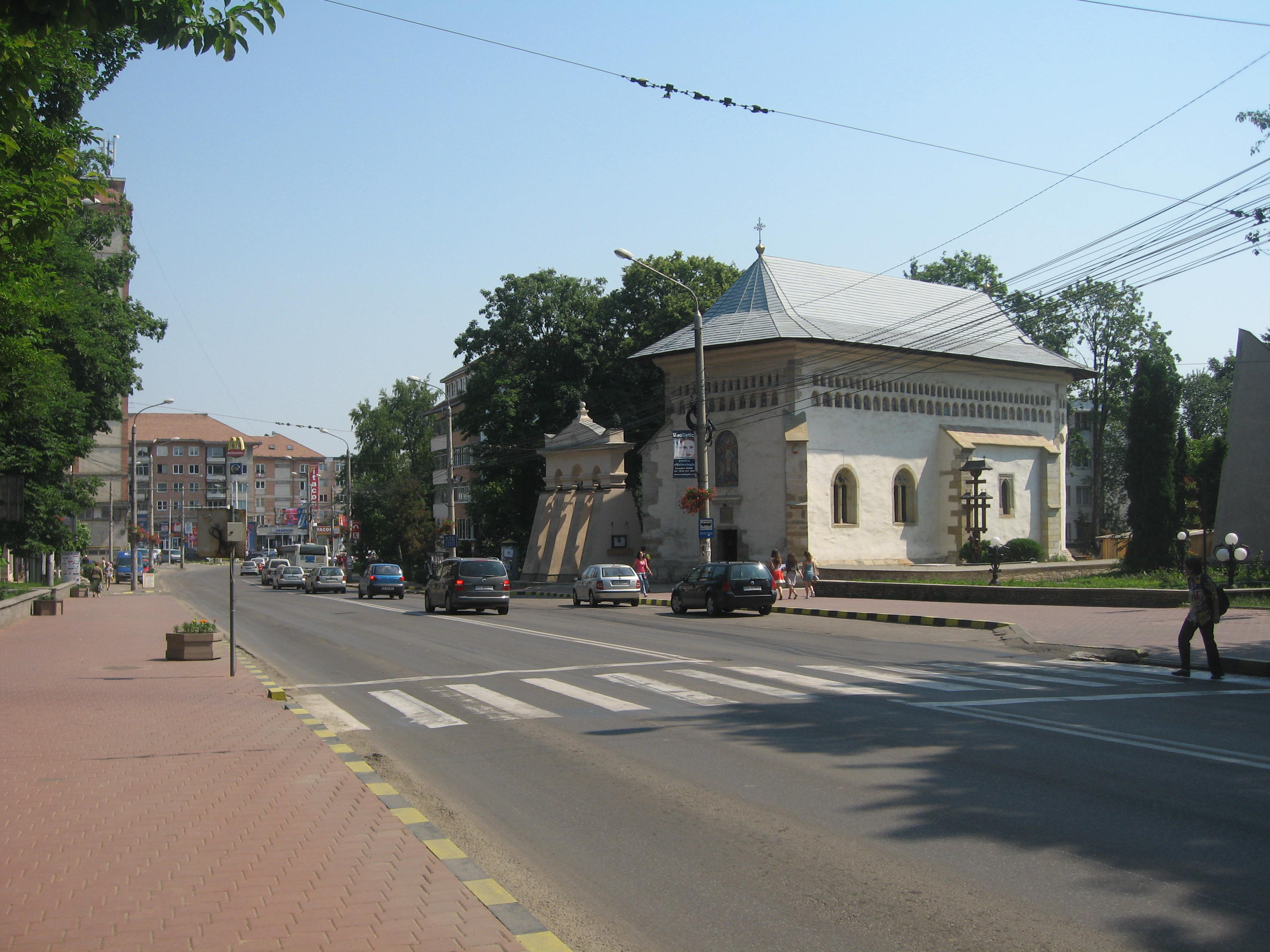
Vedere a bisericii dinspre sud-vest
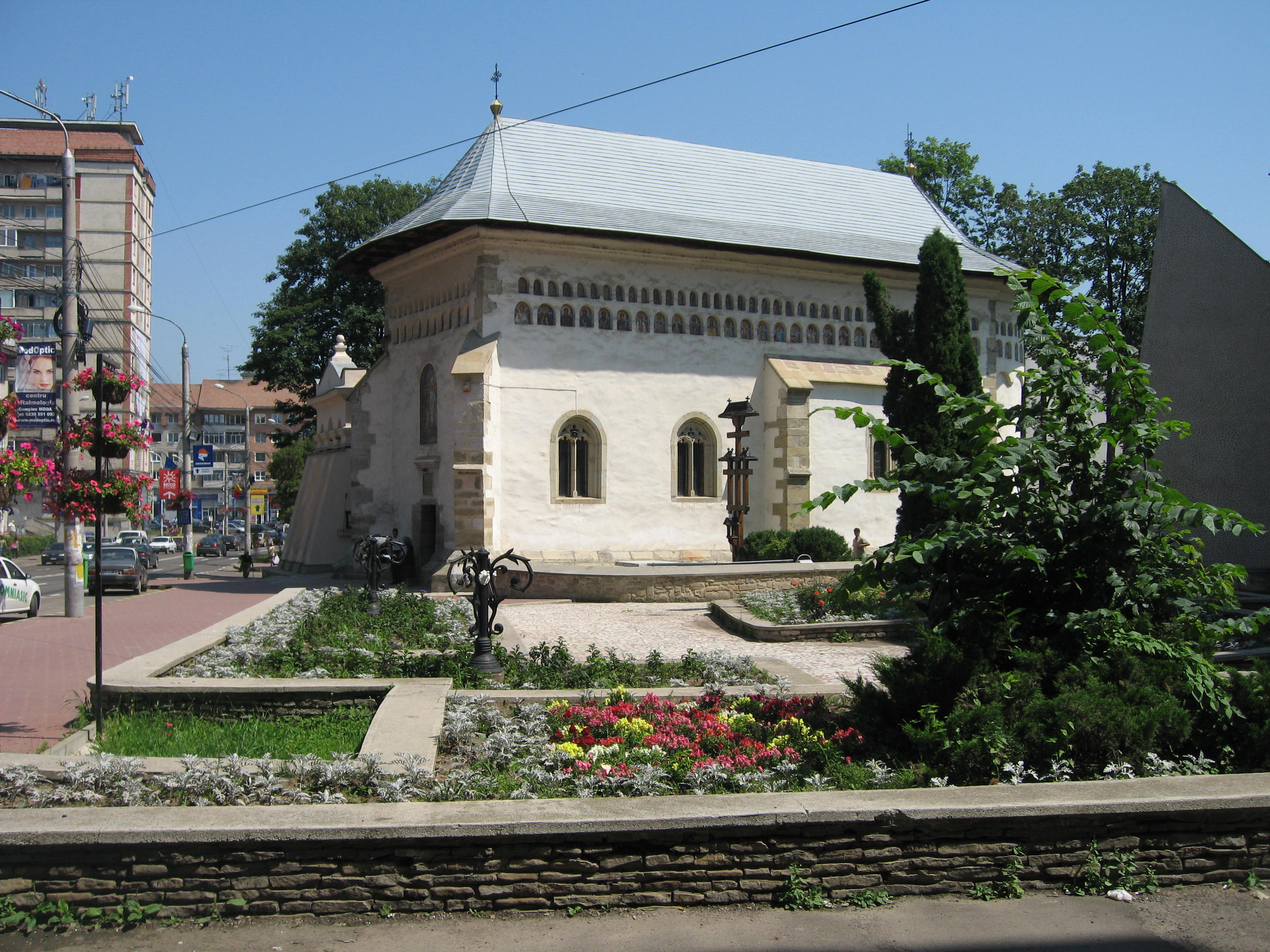
Biserica
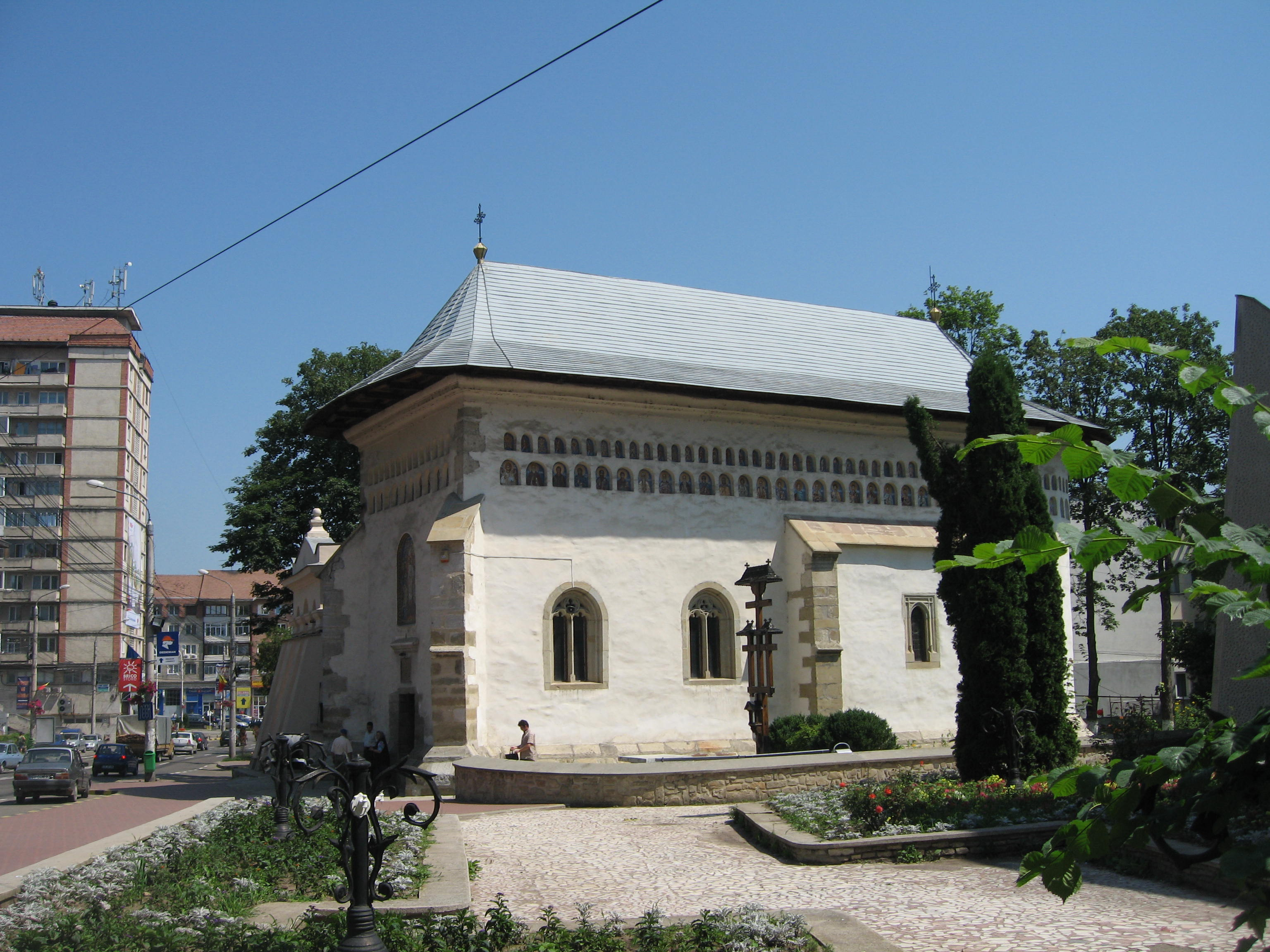
Biserica
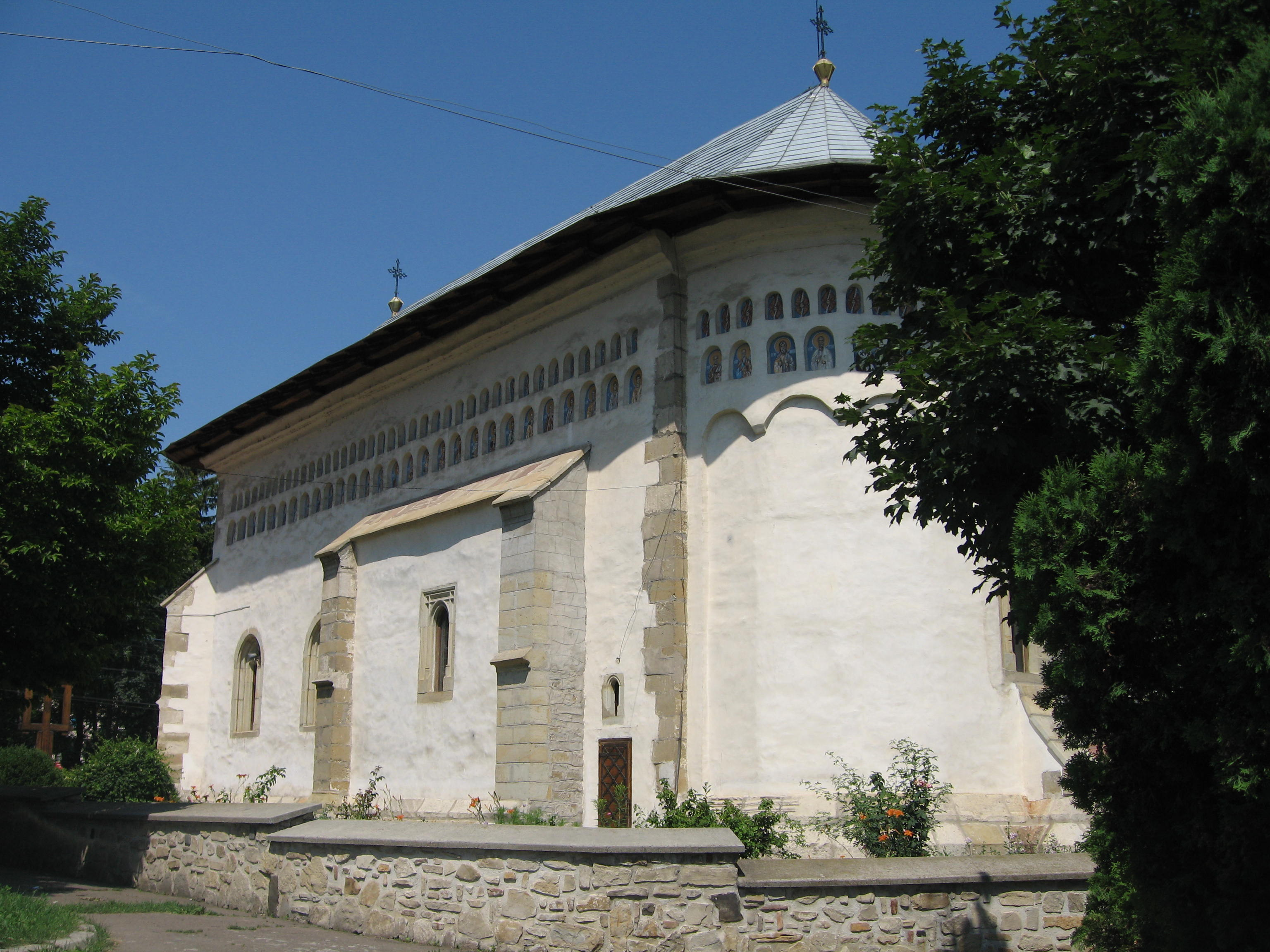
Biserica
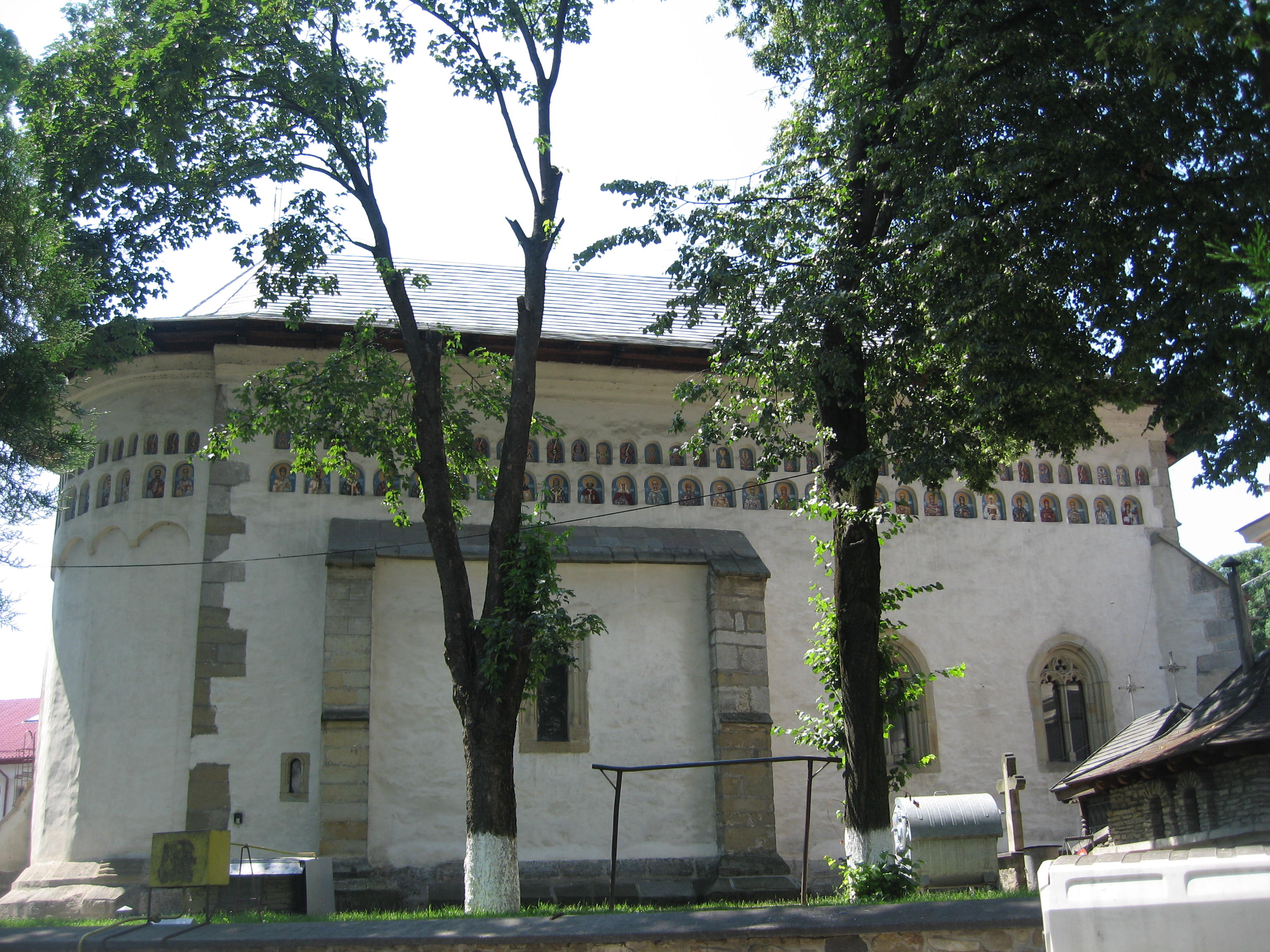
Biserica
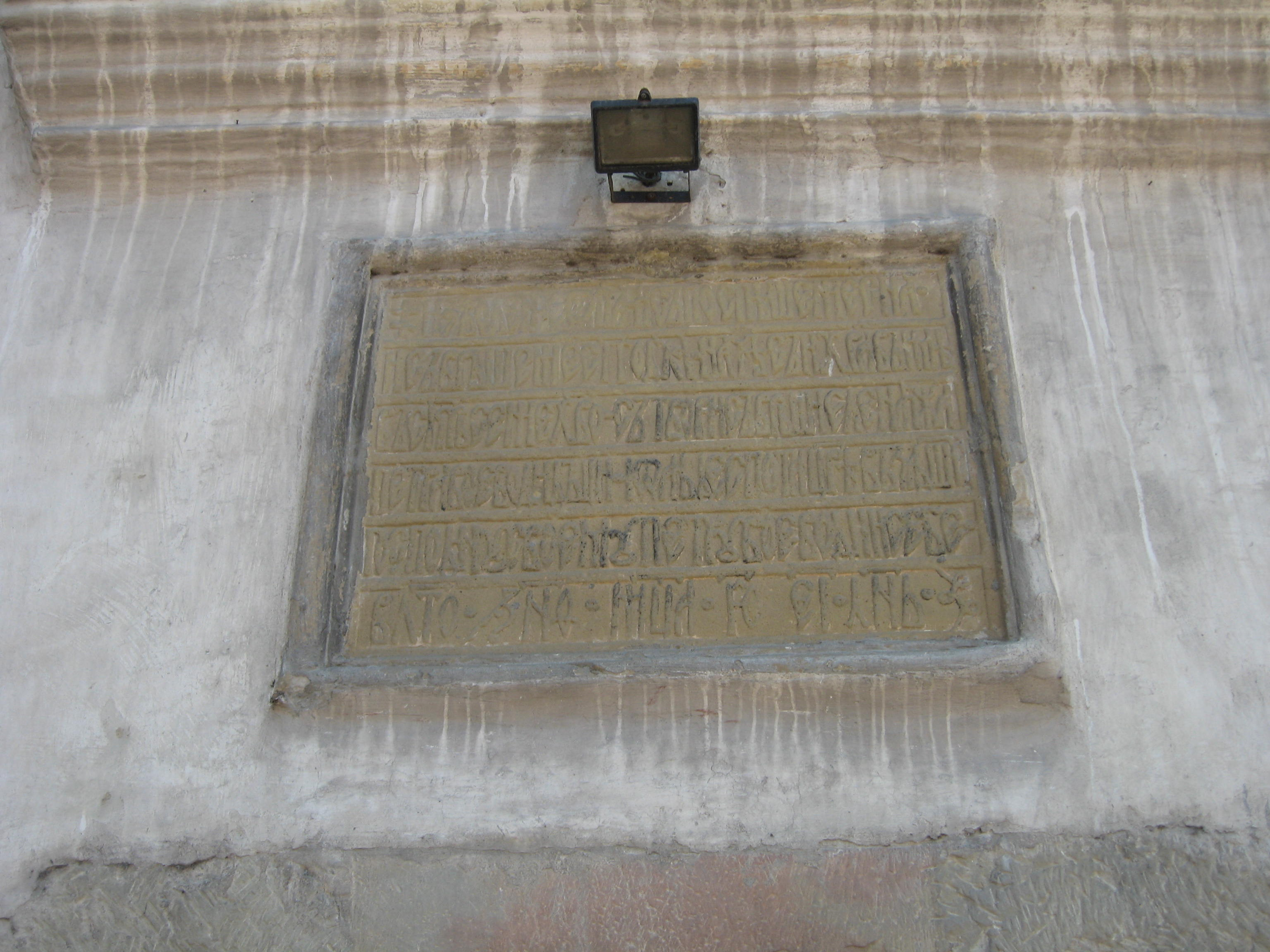
Pisania
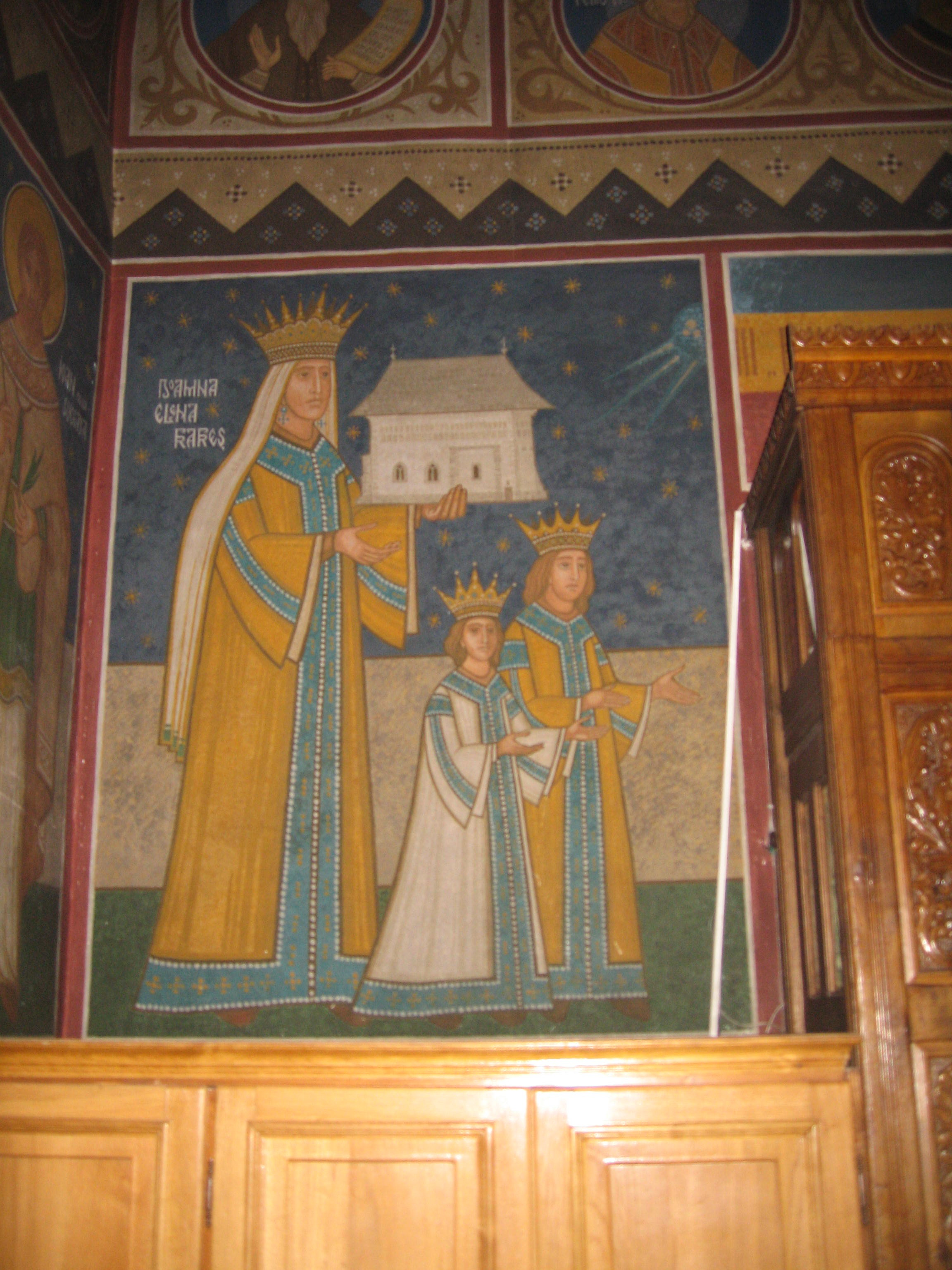
Tabloul votiv datând din anii '80 ai secolului al XX-lea
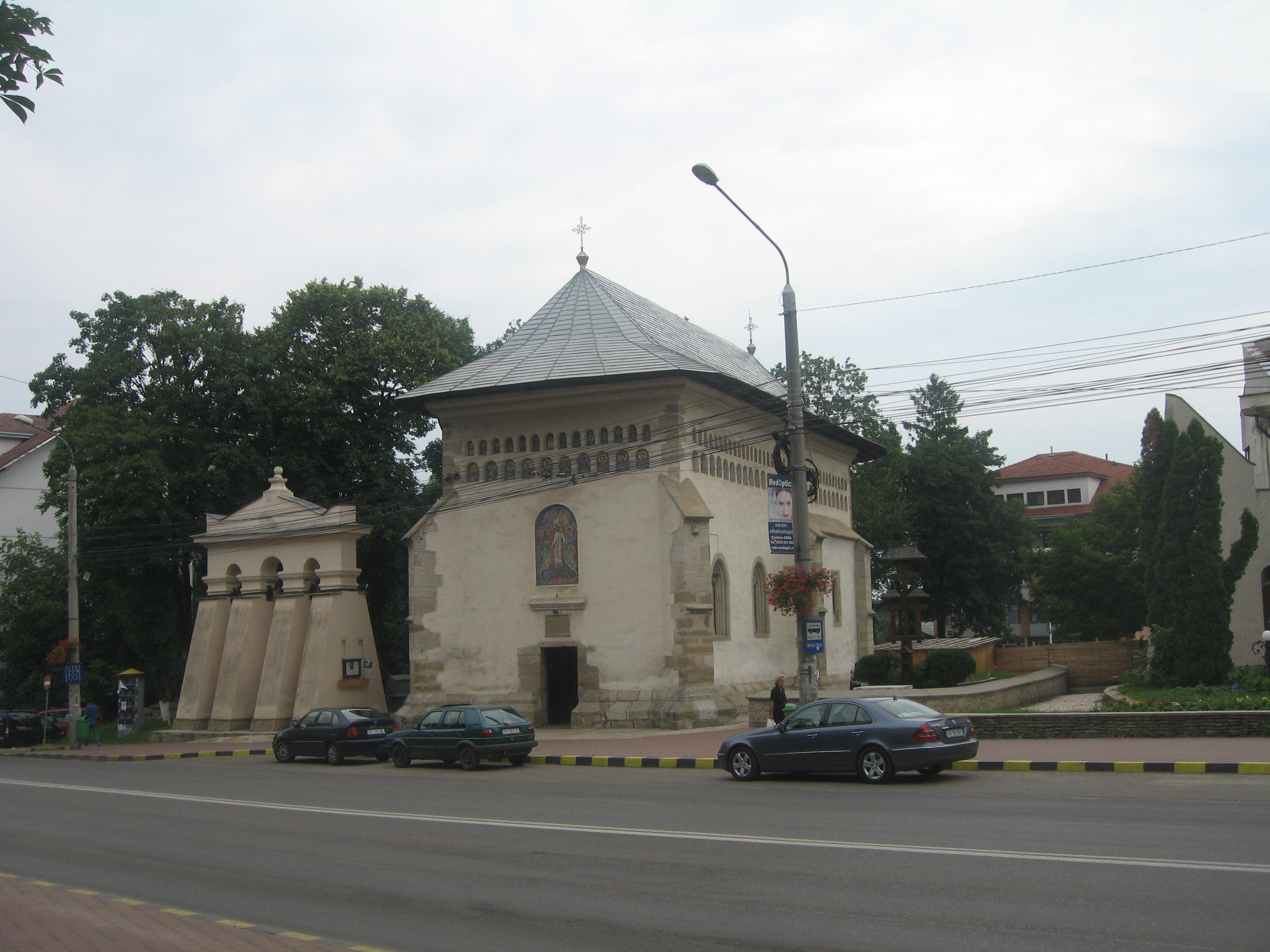
Biserica și zvonița
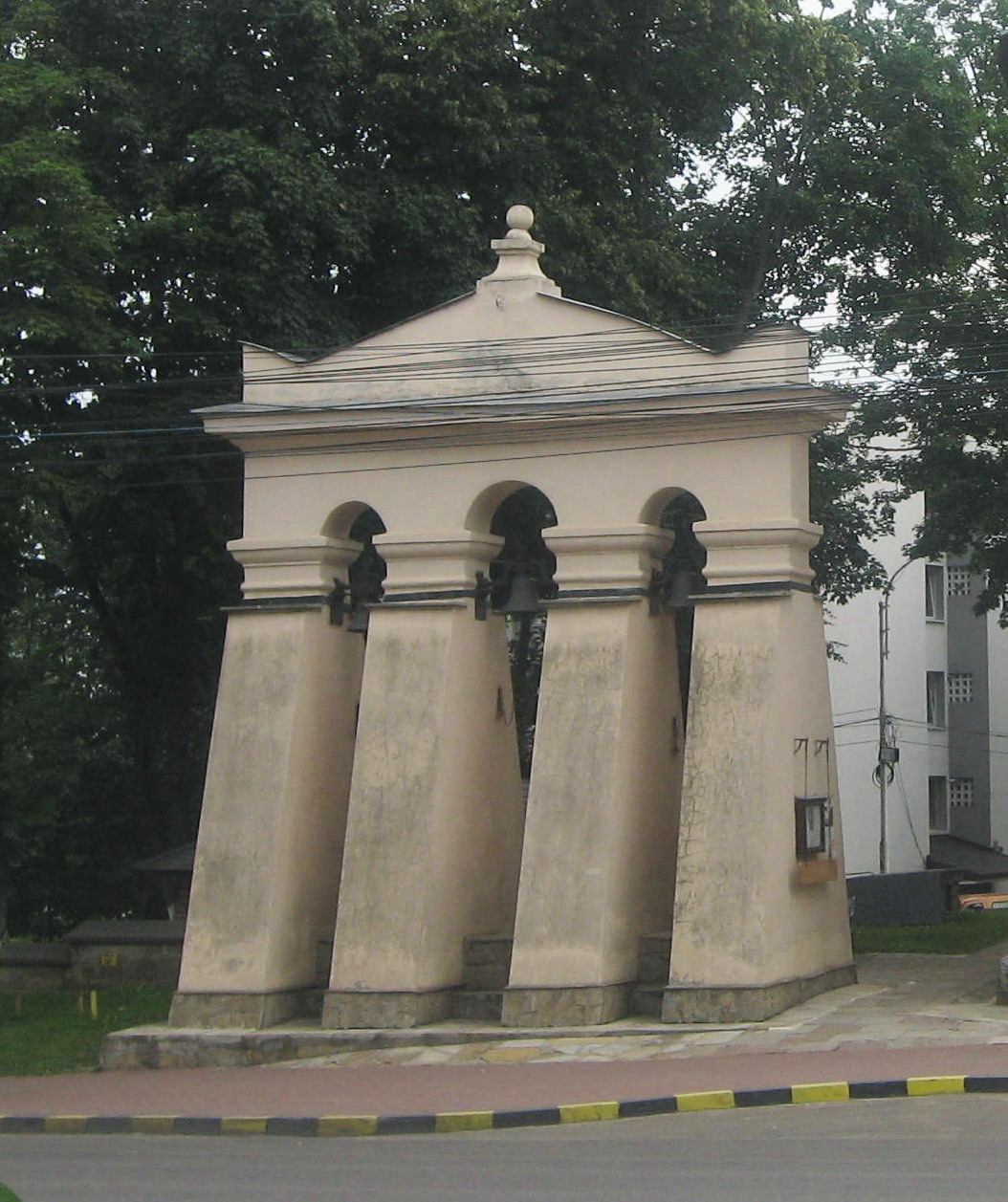
Zvonița
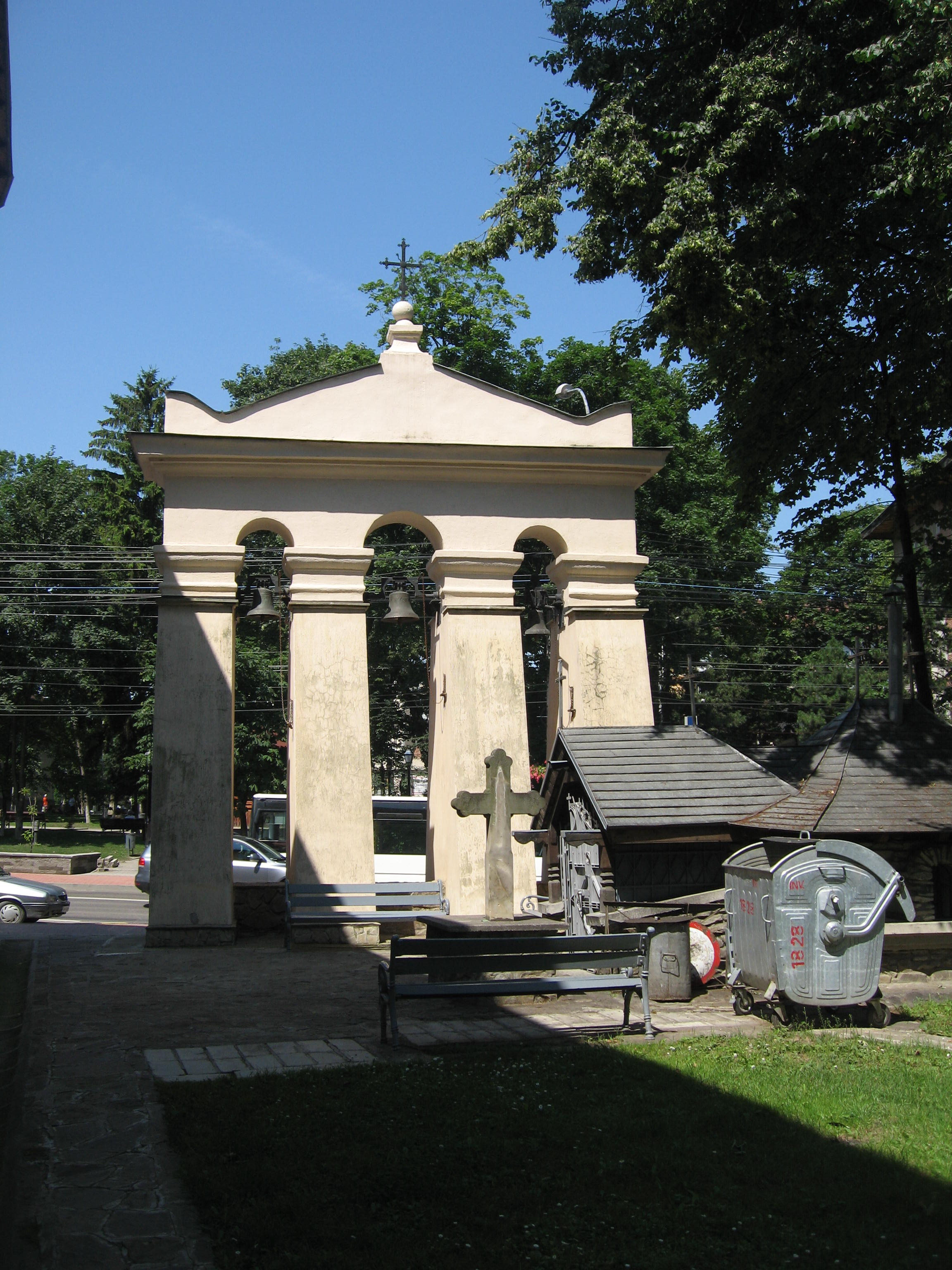
Zvonița
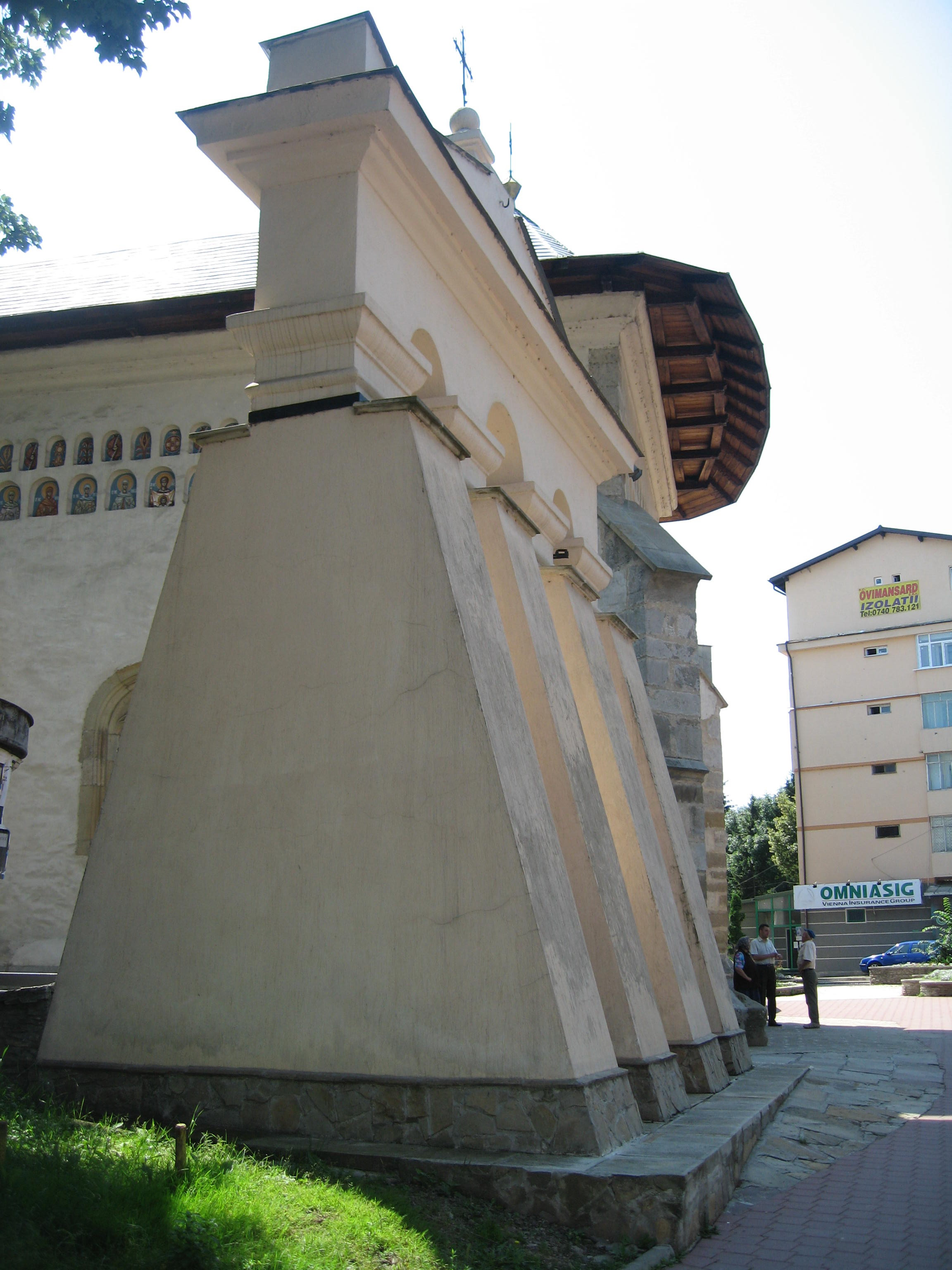
Zvonița
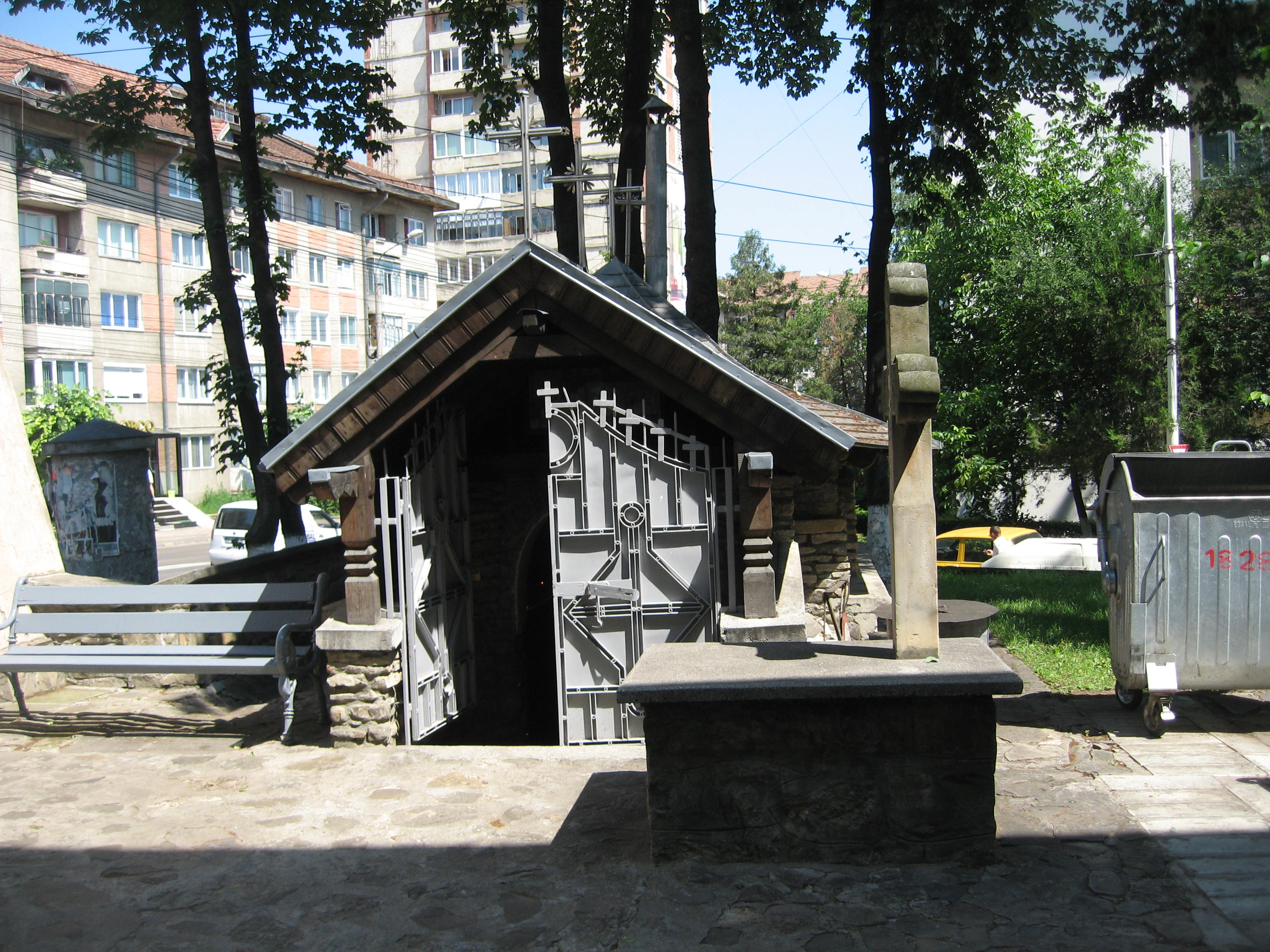
Lumânărarul și crucea din curtea bisericii
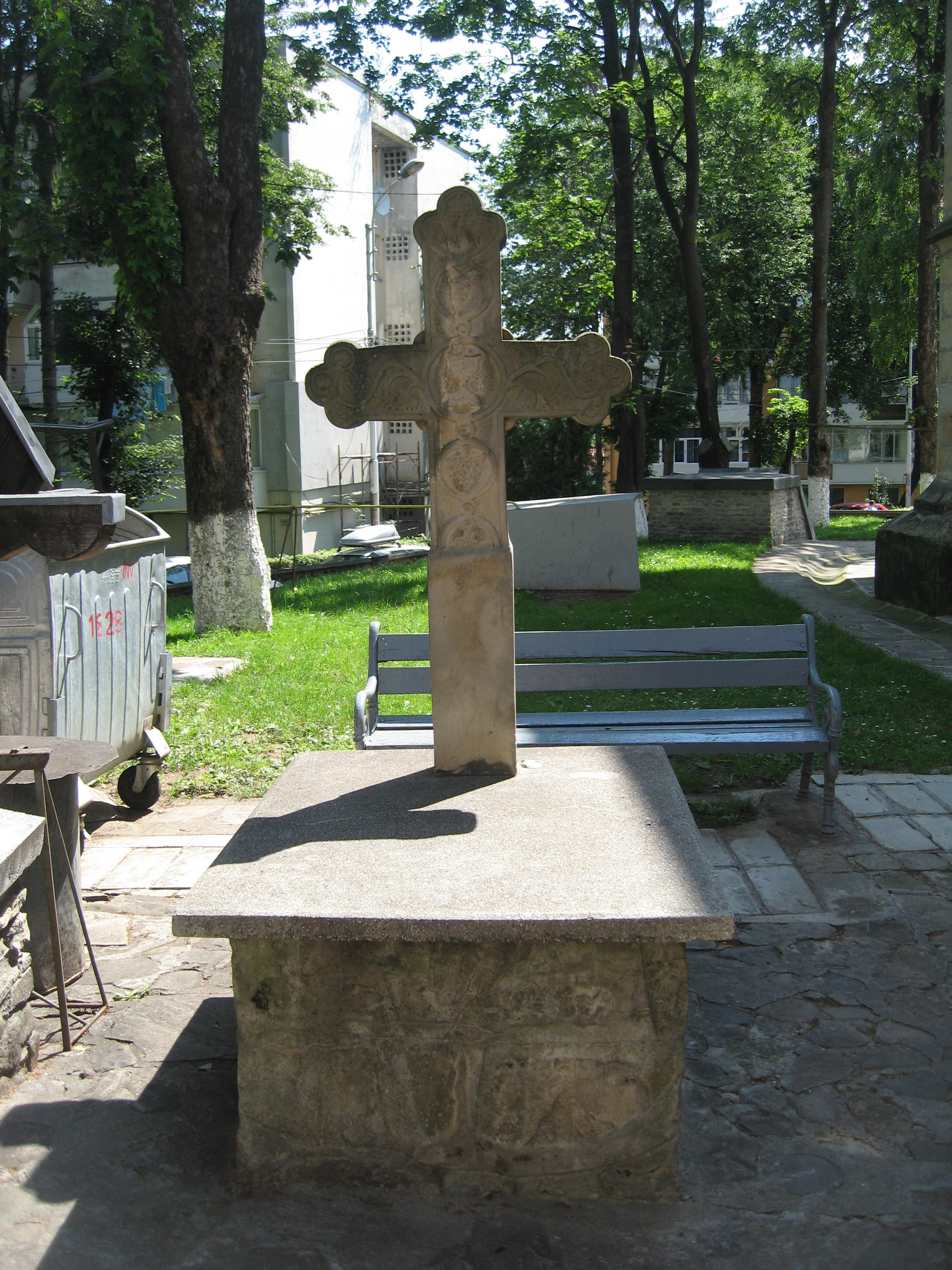
Crucea din curtea bisericii
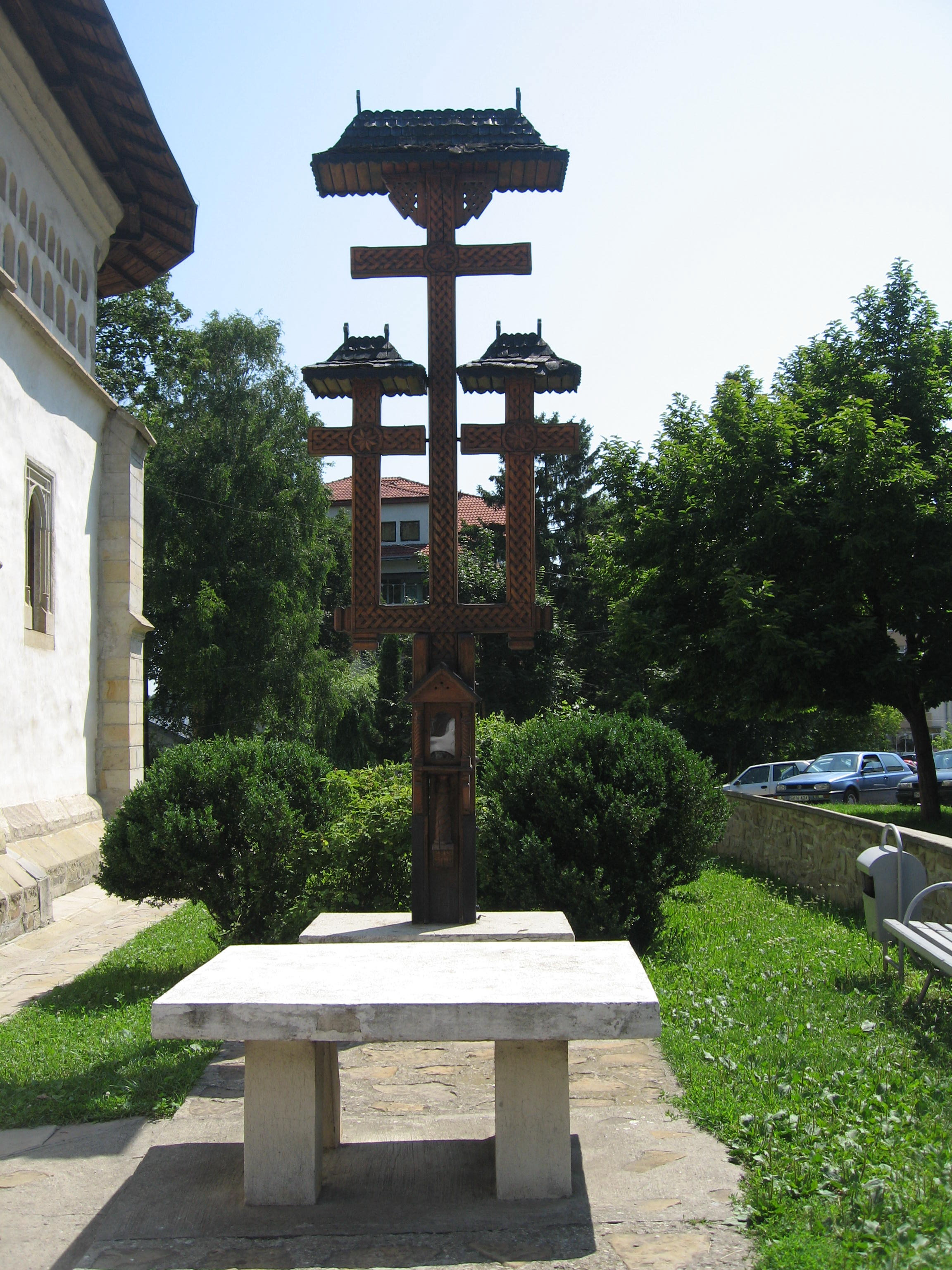
Troiță construită în anii '90 ai secolului al XX-lea